# Passo del Pellizzone
Il passo del Pellizzone è un valico appenninico situato a 1021 metri sul livello del mare, nel territorio della provincia di Parma e la provincia di Piacenza Il passo è lungo 12,2 chilometri.
Il passo collega i comuni di Bardi e Morfasso.